# Верхнее Гуляево
Верхнее Гуляево — упразднённая деревня в составе Краснокамского городского округа в Пермском крае. Ныне часть деревни Гуляево.

## Географическое положение
Деревня расположена на правом берегу реки Сюзьва в нижней части её течения примерно в 10 км к юго-западу от Краснокамска.

## Климат
Климат умеренно континентальный. Наиболее тёплым месяцем является июль, средняя месячная температура которого 17,4—18,2 °C, а самым холодным январь со среднемесячной температурой −15,3…−14,7 °C. Продолжительность безморозного периода 110 дней. Снежный покров удерживается 170—180 дней.

## История
Известна с 1782 года как деревня Гуляева. После образования в 1853 году деревни Нижнее Гуляево стала деревней Верхнее Гуляево. До 2018 года входила в Майское сельское поселение Краснокамского района. После упразднения обоих муниципальных образований стала рядовым населённым пунктом Краснокамского городского округа.
В 2024 году объединена с деревней Нижнее Гуляево в единый населённый пункт Гуляево.

## Население
| 2002 | 2010 |
| ---- | ---- |
| 9    | ↘5   |

Национальный состав — русские (2002 год).